# František Musil (skladatel)
František Musil (5. listopadu 1852 Praha – 28. listopadu 1908 Brno) byl český hudební skladatel, varhaník a hudební pedagog.

## Život
Narodil se v rodině četnického nadporučíka Josefa Musila a jeho manželky Kateřiny, rozené Fleischhansové. Vystudoval reálné gymnázium na Malé Straně. Poté se věnoval studiu hudby a hry na klavír, housle a varhany. Ve hře na housle byl jeho učitelem Jan Ondříček. V letech 1865–1868 studoval na Varhanické škole v Praze u Františka Skuherského. Na jeho přímluvu se stal varhaníkem nejprve v kostele sv. Haštala a poté krátce i v katedrále sv. Víta.
V roce 1870 byl jmenován dómským varhaníkem v katedrále sv. Petra a Pavla v Brně, kde se později stal také ředitelem kůru. Učil nejprve jako suplující profesor v učitelském ústavu Leoše Janáčka, později v hudební škole Besedy brněnské a posléze v letech 1905–1908 v brněnské varhanické škole.
Vedle Leoše Janáčka se stal nejvýraznější postavou brněnského hudebního života. Vynikal jako skvělý varhanní improvizátor a znalec umění kontrapunktu a fugy. Zemřel 28. listopadu 1908 v Brně. Byl pohřben na brněnském Ústředním hřbitově.

### Rodinný život
Dne 4. listopadu 1878 se v Brně oženil s Annou Lžičařovou. (Z potomků dohledána dcera Marie (1886–1951).)

## Dílo

### Kantáty
- Obraz večerní (1890)
- Stabat Mater op. 50 (získala Cenu České akademie věd a umění, 1893)
- Zlatý kolovrat (1897)
- Slavnostní kantáta k oslavě narozenin Františka Palackého (1898)
- Maria náměstnice (1900)
- Modlitba za vlast (1906)
- Večerní píseň
- U jesliček

### Chrámové skladby
- 15 mší
- 2 requiem
- Missa solemnis,
- Mše ke cti sv. Ducha
- Průvod varhan ke kancionálu cyrilskému
- De processione in festo SS. Corporis Christi

Kromě toho zkomponoval četné drobné chrámové skladby, vložky a moteta.

### Varhanní skladby
- Sonáta solemnis (Allegro – Canone – Fuga)
- Liber fugarum (sbírka 16 preludií, 36 předeher, doher a kadencí)
- Výbor preludií, fug i fuget a slavnostní sonáta (vydáno posmrtně v roce 1909)
- Sonata solemnis (vyšla ve sbírce Česká varhanní tvorba v r. 1954)

### Orchestrální skladby
- Symfonie C-dur (1871)
- Symfonická věta (věnováno Františku Skuherskému, 1877)
- Fest-Ouverture (1878)
- Sedm havranů (předehra, 1891)
- Obraz večerní (předehra, 1891)
- Fantasie pastorale (1890)
- Serenáda pro smyčcový orchestr

### Komorní skladby
- Romance pro housle a klavír (1888)
- Koncert pro housle s doprovodem klavíru op. 51
- Klavírní trio
- Modlitba pro dvoje housle a violu
- 1. smyčcový kvartet F-dur (1885)
- 2. smyčcový kvartet D-dur (1890)
- 3. smyčcový kvartet Es-dur (1896)

a další drobné skladby pro housle, klavír a menší hudební soubory
Kromě toho je autorem velkého množství písní a sborů vycházejících často z lidové moravské melodiky. Podílel se také na kancionálu Cesta k věčné spáse, pro který napsal melodie ke 44 písním a zharmonizoval 350 nápěvů. Téměř úplné dílo je uloženo v Hudebním archivu Moravského muzea v Brně.